# Кріс О'Делл
Кріс О'Делл (англ. Chris O'Dell; Редінґ, Беркшир, Англія, Велика Британія) — британський кінооператор та фотограф, член Британського товариства кінематографістів. 

## Життєпис
Закінчив Лондонську міжнародну кіношколу. Мешкає у Західному Корку, графство Корк, Ірландія.

## Вибрана фільмографія
- 2006-2010 — Льюїс / Lewis (7 епізодів)[3]
- 2005-2007 — Останній детектив / The Last Detective (4 епізоди)
- 2003 — Марджері та Ґледіс / Margery and Gladys
- 2003 — Горнблавер: Жаби та омари / The Frogs and the Lobsters
- 2003 — Горнблавер: Заколот / Hornblower: Mutiny
- 2003 — Горнблавер: Відплата / Hornblower: Retribution
- 2003 — Туга струна / Wire in the Blood (1 епізод)
- 2001 — Горнблавер: Відданість / Hornblower: Loyalty
- 2001 — Горнблавер: Обов'язок / Hornblower: Duty
- 1997 — Помста Шарпа / Sharpe's Revenge
- 1995-2000 — Інспектор Морз / Inspector Morse (4 епізоди)
- 1991-2000 — Пуаро Аґати Крісті / Agatha Christie's Poirot (15 епізодів)
- 1980 — Космос: персональна подорож / Cosmos: A Personal Voyage (4 епізоди, документальний)
- 1971 — Велика втеча / The Great Escape (короткоментражний)